# (154660) Kavelaars
(154660) Kavelaars est un astéroïde de la ceinture principale de la famille de Hungaria.

## Description
(154660) Kavelaars est un astéroïde de la ceinture principale, de la famille de Hungaria. Il présente une orbite caractérisée par un demi-grand axe de 1,92 UA, une excentricité de 0,11 et une inclinaison de 22,5° par rapport à l'écliptique.
Il est nommé d'après l'astronome canadien John J. Kavelaars.

## Compléments